# Harcèlement sexuel au travail
En droit du travail, plusieurs pays ont développé une législation particulière sur le harcèlement sexuel au travail, qui est traité de manière distincte par rapport à d'autres formes de harcèlement sexuel, par ex. lorsque celui-ci s'apparente à du harcèlement de rue ou à du harcèlement criminel (anglais: stalking). 

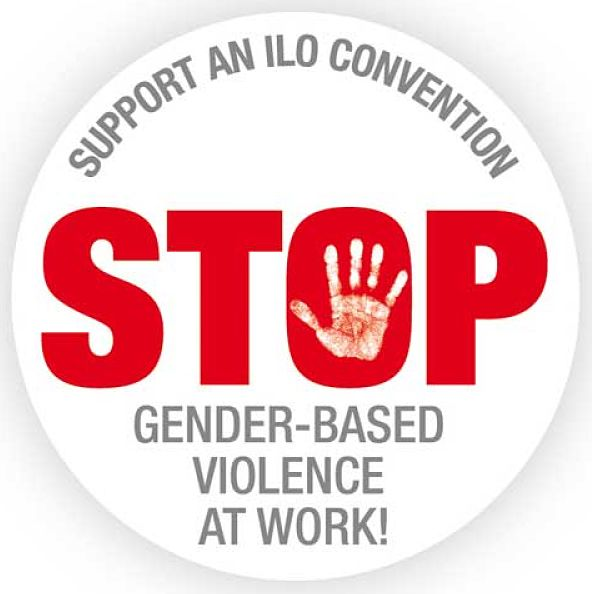
Confédération Syndicale Internationale (2015-2017).

## Droit par pays

### Canada

#### Droit fédéral
Dans le Code canadien du travail, les propos et comportements qui relèvent du harcèlement sexuel sont englobés sous le terme de « harcèlement et violence ».

#### Québec
En droit du travail québécois, le harcèlement sexuel au travail est couvert par les règles en matière de harcèlement psychologique dans la Loi sur les normes du travail et le Code du travail.

### États-Unis
En droit américain, le harcèlement sexuel sur le lieu de travail est considéré comme une forme de discrimination fondée sur le sexe aux États-Unis depuis le milieu des années 1970,.

### France
En droit français, les règles sur le harcèlement sexuel au travail sont notamment énoncées dans la Loi du 6 août 2012 et l'article 222-33 du Code Pénal, les articles L1153-1 à 6 du Code du travail et l'article 226-10 du Code Pénal

### Suisse
En droit suisse, on entend par « harcèlement sexuel sur le lieu de travail » tout comportement à caractère sexuel ou fondé sur l’appartenance sexuelle, ressenti comme importun par la personne visée et portant atteinte à sa dignité.